# Rubus holzfussii
Rubus holzfussii är en rosväxtart som beskrevs av Franz Joseph Spribille. Rubus holzfussii ingår i släktet rubusar, och familjen rosväxter. Inga underarter finns listade i Catalogue of Life.